# Tiémala-Banimonotié
Tiémala-Banimonotié è un comune rurale del Mali facente parte del circondario di Bougouni, nella regione di Sikasso.